# Blackburneus stercorosus
Blackburneus stercorosus är en skalbaggsart som beskrevs av Melsheimer 1845. Blackburneus stercorosus ingår i släktet Blackburneus och familjen Aphodiidae. Inga underarter finns listade.